# 2016년 부천국제판타스틱영화제
제20회 부천국제판타스틱영화제는 2016년 7월에 개최된 부천국제판타스틱영화제이다. 개·폐막식장: 부천시청 잔디광장주요상영관 : 부천시청, 부천시청 무비센터, 한국만화박물관, CGV 부천, CGV 부천역, 솔안아트홀야외상영 및 공연 : 부천시청 앞에서 개최되었으며 사회자는 박성웅이다.

## 수상 및 후보

### 작품상(장편)
- 곡성 - 나홍진 수상

### 여우주연상(장편)
- 패티와의 스물 하룻밤 - 카린 비아르 수상

### 남우주연상(장편)
- 오토헤드 - 디팍 삼팟 수상

### 심사위원 특별상(장편)
- 어둠의 여인 - 바박 안바리 수상

### 같이의 가치 NH농협관객상
- 곡성 - 나홍진 수상

### 넷팩상
- 숲 - 폴 스퍼리어 수상

### 작품상 (단편)
- 마노맨 - 사이먼 카트라이트 수상

### 심사위원상(단편)
- 미워도 다시 한 방 - 팀 엘리치 수상

### 관객상(단편)
- 미워도 다시 한 방 - 팀 엘리치 수상

### LG하이엔텍 코리안 판타스틱 작품상
- 중독노래방(가제) - 김상찬 수상

### 코리안 판타스틱:여우주연상
- 중독노래방(가제) - 배소은 수상

### 코리안 판타스틱:남우주연상
- 그랜드파더 - 박근형 수상

### 코리안 판타스틱:관객상
- 탐정 홍길동: 사라진 마을 - 조성희 수상

### 특별언급
- 일어나, 김광석 - 이상호 수상
- 탐정 홍길동: 사라진 마을 - 김하나 수상

### 코리안 판타스틱 단편 작품상
- 자물쇠 따는 방법 - 김광빈 수상

### 코리안 판타스틱 단편 관객상
- 안 죽을지도 몰라 - 이원근 수상

### EFFFF 아시아 영화상
- 싸이코 라만 - 아누락 카시압 수상

### Save Energy, Save Earth 영화상
- 캡틴 판타스틱 - 맷 로스 수상

### BIFAN 어린이심사단상
- 로카 라퀴 - 라하 메보우 수상

### 부천 초이스(장편)
- 장강도 - 차오 양
- 세상에서 고양이가 사라진다면 - 나가이 아키라
- 인어와 함께 춤을 - 아그네즈카 스모친스카
- 무법자와 천사들 - J.T. 몰너
- 포인트 제로 - 호세 페드로 굴라르
- 어둠의 여인 - 바박 안바리
- 얼굴 없는 밤 - 아이작 에즈반
- 아래층 사람들 - 아담 추웨이
- 곡성 - 나홍진
- 패티와의 스물 하룻밤 - 아르노 라리외 외 1명
- 오토헤드 - 로힛 미탈
- 훠궈전쟁 - 양칭

### 부천 초이스(단편)
- 연지 - 소준문
- 공원 생활 - 문소현
- 밤이면 밤마다 - 징두 추아
- 윌리 빙엄의 경우 - 맷 리차드
- 목소리 - 데이비드 유로스
- 마노맨 - 사이먼 카트라이트
- 그녀가 부른다 - 알반 라바사드
- 시밀의 가정통신문 - 미르시니 아리스티두
- 미워도 다시 한 방 - 팀 엘리치
- 슈팅스타 - 카타오카 소오
- 어니 비스킷 - 애덤 엘리어트
- 나만의 블루아이 - 알렉시 말핀

### 코리안 판타스틱: 장편경쟁
- 프란시스의 밀실 - 김결
- 그랜드파더 - 이서
- 어떻게 헤어질까 - 조성규
- 탐정 홍길동: 사라진 마을 - 조성희
- 중독노래방 - 김상찬
- 날, 보러와요 - 이철하
- 일어나, 김광석 - 이상호

### 코리안 판타스틱: 단편
- 가정식 - 구세미

### 비정상
- 유아람
- 서울의 달 - 양익제
- 안 죽을지도 몰라 - 이원근
- 자물쇠 따는 방법 - 김광빈
- 횟감 - 신규일

### 월드 판타스틱 레드
- 31 - 롭 좀비
- 64 - 전편 - 제제 타카히사
- 64 - 후편 - 제제 타카히사
- 꺼져가는 불씨에 대한 매우 사소한 삶 - 카븐
- 암살교실 졸업편 - 하스미 에이이치로
- 좀비 스키장 - 도미닉 하르텔
- 바지라오 마스타니 - 산제이 릴라 반살리
- 바스킨 - 칸 에브레놀
- 비트코인을 잡아라 - 함 트란
- 홍금보의 보디가드 - 홍금보
- 크리피: 일가족 연쇄 실종 사건 - 구로사와 기요시
- 저주받은 결혼식 - 마신 로나
- 맨 인 더 다크 - 페데 알바레즈
- 프랑켄슈타인 - 버나드 로즈
- 도성풍운 3 - 왕정
- 굿 맨 - 문시현
- 미성년 범죄 집단 - 랄스턴 호베르
- 변태 가면2: 잉여들의 역습 - 후쿠다 유이치
- 난 연쇄살인범이 아니다 - 빌리 오브라이언
- 가라데 킬 - 미츠다케 쿠란도
- 카츠라기 살인사건 - 아카호리 마사아키
- 어둠의 파수꾼 - 장가휘
- 나는 과거를 살인한다 - 프룻 첸
- 빙하추흉 - 서위
- 맨하탄 녹턴 - 브라이언 드큐벨리스
- 깡패들 - 구예도
- 무에타이 몽키 트윈스 - 논타콘 타위수케
- 네온 데몬 - 니콜라스 윈딩 레픈
- 니나 포에버 - 벤 블레인 외 1명
- 판데믹 - 존 슈이츠
- 피닉스 라이트사건 - 키스 아렘
- 싸이코 라만 - 아누락 카시압
- 부활 - 시모무라 유지
- 마트 강탈 사건 - 이가영
- 라울로 살인사건의 전말 - 발렌틴 자비에 디멘트
- 출구는 없다 - 스티븐 세인버그
- 세일러복과 기관총 - 소마이 신지
- 세일러복과 기관총 -졸업- - 마에다 코지
- 셜리 - 알리 아바시
- 사우스바운드 - 록산 벤자민 외 2명
- 수부라 게이트 - 스테파노 솔리마
- 태양 - 이리에 유
- 집으로 데려다줘 - 콩키앗 콤시리
- 테라포마스 - 미이케 다카시
- 전복된 두려움 - 아르만도 폰세카 외 2명
- 빌마크 2 - 팔 오이
- 하늘도 아닌, 땅도 아닌 - 클레멘트 코지토레
- 소르겐프리: 격리된 마을 - 보 미켈센

### 월드 판타스틱 블루
- 종말의 아이 - 마리오 코르네조
- 배드 캣 - 아예세 위날 외 1명
- 금붕어,여자 - 이시이 가쿠류
- 쿠로사키군의 말대로는 되지 않아 - 츠키카와 쇼
- 치하야후루 1 - 코이즈미 노리히로
- 치하야후루 2 - 코이즈미 노리히로
- 크리에이티브 컨트롤 - 벤자민 딕킨슨
- 크리처 디자이너: 에일리언에서 워킹데드까지 - 알렉상드르 퐁세 외 1명
- 다다다다 세븐틴 - 마츠모토 하나
- 몽상가 - 애드리언 사바
- 에바는 잠들지 않는다 - 파블로 아구에로
- 숲 - 폴 스퍼리어
- 에이니의 숲 - 한나 스쾰드
- 길라지와 랩소디 - 리안 이라완 외 4명
- 사랑의 불시착 - 세르지오 산체스 수아레즈
- 켄과 카즈 - 쇼지 히로시
- 라이브 프롬 울란바토르 - 로렌 넵
- 리자의 달콤살벌한 연애 - 유즈 메스자로스 카롤리
- 마낭 비링의 크리스마스 - 카를 조셉 파파
- 마스터 클렌즈 - 바비 밀러
- 미드나잇 스페셜 - 제프 니콜스
- 우리 생애 최고의 날 - 플로리안 다비트 피츠
- 마이 빅 나이트 - 알렉스 드 라 이글레시아
- 시칠리아 햇빛아래 - 린유쉰
- 살아있는 데브의 밤 - 카일 랜킨
- 너츠! - 페니 레인
- 오픈 - 마크 라호르
- 사랑은 부엉부엉 - 람지 베디아
- 전병협 - 동성붕 외 1명
- 레이더스!: 사상 최고의 팬필름 - 제레미 쿤 외 1명
- 더 시크릿 - 황진진
- 쉘 컬렉터 - 츠보타 요시후미
- 더 소노 시온 - 오시마 아라타
- 도리화가 - 이종필
- 타마샤 - 임티아즈 알리
- 모패 삼용사 - 한 지에
- 트레이더스 - 레이첼 모리아티 외 1명
- 소곤소곤 별 - 소노 시온

### 패밀리존: 장편
- 내 친구 아부렐레 - 조나단 제바
- 캔터빌의 유령 - 얀 사뮤엘
- 로카 라퀴 - 라하 메보우
- 패트와 매트 - 마렉 베네슈
- 라라 - 페파 산 마틴
- 쉐머의 딸 - 케네스 카인츠
- 달타냥의 검 - 데니스 보츠
- 키코리키: 황금드래곤의 전설 - 데니스 체르노프
- 을식이는 재수 없어 - 김대창 외 1명
- 에그엔젤 코코밍 - 닛타 노리오
- 초록 들판의 노란 꽃들 - 빅터 부
- 마르셀의 여름 - 이브 로베르
- 마르셀의 추억 - 이브 로베르

### 패밀리존: 키즈 애니 모음
- 꽉 잡아! - 파울 바 외 5명
- 여우랑 쥐랑 - 카밀 쉐 외 4명
- 심심해 - 스티브 부트
- 꼬마 전구의 모험 - 리아논 에반스
- 해와 달 - 크리스토프 브레메
- 노란 리본 - 라완 라힘
- 내 작은 친구 - 톰 텔러
- 8번공의 여행 - 니코 보노몰로

### 금지구역
- 기름범벅 교살자 - 짐 호스킹
- 배우, 헬무트 베르거 - 안드레아 호바스
- 낮비 - 요시다 케이스케
- 울트라섹스를 찾아서 - 브루노 라바이네 외 1명
- 우리는 고깃덩어리 - 에밀리아노 로차 민터

### 판타스틱 단편 걸작선
- 흉터 - 박형초
- 나무늘보 - 유상현
- 돼지 잡는 날 - 양청직
- RUNDOWN - 김동식
- 모나리자 - 송현석
- 배드 트립 - 박경균
- 별 헤는 밤 - 원지연
- 비제이핑크 - 김혜영
- 시간 에이전트 - 전주영
- 악마를 보았다 - 김기범
- 야동인문학 - 황규일
- 언근: 뭣도 모르면서 - 성연진
- 옥살이 - 김자한
- 웅덩이 - 이상현
- 위대한유산 - 장근석
- 인민정무문 - 안동기
- 장례희망 - 이남강
- 정신과 시간의 방 - 김민재
- 지하의 남자 - 최기윤
- 쪽 - 이채민
- 천년난원 - 김혜성
- 투명인간과의 인터뷰 - 김현수
- 한양빌라, 401호 - 이경원
- 황천 - 김승혁
- 올스타 - 양준태
- Boyhood - 고형동
- O - 오에릭
- The Hole - 고은별
- 비밀실험 - 캘빈 리 리더
- 아버지와 아들 - 앤드류 로리치
- 쿵푸 캅 - 데이비드 샌드버그
- 웰컴 투 치킨 월드 - 닉 덴보어 외 1명
- 체로키 - 젬 랜킨
- 숲에서 온 소녀 - 엘리자베스 데즈비엔스
- 거미줄 - 정시온
- 손님들 - 셰인 다니엘센
- 늑대소년 - 데이비드 얀센
- 썬더 로드 - 짐 커밍스
- 어떤 하루 - 요른 스릴펄
- 그 남자의 아침 - 풀비오 리술레오
- 거미여인을 사랑한 남자 - 파블로 기라도
- 끈 - 세예드 모흐센 푸르모흐세니 샤킵
- 이별남녀 - 에드문드 여 외 1명
- 아빠의 소원 - 사바스 스타브로우
- 바이올렛 - 모리스 조이스
- 깊은 밤을 날아서 - 마떼오 베르나르디니
- 마지막 식사 - 자비어 칠론
- 바깥은 위험해 - 제임스 커닝햄
- 생쥐의 습격 - 파스칼 티에박스
- 소년과 새 - 두냐 조식
- 살빼지 마요 - 케보크 아슬라니안
- 2037 - 엔리크 파르도
- 기계공의 사랑 - 파블로 라토레
- 커브 - 팀 에간
- 가시 - 우메자와 소이치
- 죽지 않아! - 올리베르트 힐버트
- 누가 있어 - 토니 모랄레스
- 스무 개의 성냥개비 - 마크 타피오 킨스
- 더 듀크: 베이스드 온 더 메모어 '아임 더 듀크' 바이 J.P. 듀크 - 맥스 바르바코우
- 별이 빛나는 밤에 - 코리 첸
- 이발소에서 - 나단 더글라스
- 세기의 대결 - 조슈아 웡
- 구름 위의 소년 - 하즈날카 하르사니
- 다크 넷 - 톰 마샬
- 1998년 베이루트 - 엘리 대거
- 할아버지와 고양이 - 다미안 시포레이트
- SNS - 유승인
- 올인 - 라인 요한센 클렁세스 외 1명
- 인디고 - 조디 윌슨
- 영화를 말하다 - 도위 다익스트라
- 그해 여름, 니나 - 엠마뉴엘 엘리아 외 1명
- 독 - 이지윤
- 형제 - 김범수
- 중고거래 - 나지훈
- An Other - 박종호
- 덩그라미 - 정하림
- 블라인드 - 신규민
- 그녀석 - 신지호
- 귀신고래 - 최양현
- 송곳니 - 신종훈
- 이스케이프 - 심소연
- 심야택시 - 권양헌
- 오픈 유어 아이즈 - 박용식
- 도르래 - 하명미

### 특별전- 다시 보는 판타스틱 걸작선: 시간을 달리는 BIFAN
- 킹덤 - 라스 폰 트리에
- 사무라이 픽션 - 나카노 히로유키
- 큐브 - 빈센조 나탈리
- 벨벳 골드마인 - 토드 헤인즈
- 아메리칸 싸이코 - 메리 해론
- 링 - 나카다 히데오
- 아멜리에 - 장 피에르 주네
- 메멘토 - 크리스토퍼 놀란
- 레퀴엠 - 대런 아로노프스키
- 도니 다코 - 리차드 켈리
- 이도공간 - 나지량
- 데브다스 - 산제이 릴라 반살리
- 지구를 지켜라! - 장준환
- 녹차의 맛 - 이시이 카츠히토
- 렛 미 인 - 토마스 알프레드슨
- 추격자 - 나홍진
- 마터스: 천국을 보는 눈 - 파스칼 로지에
- 김복남 살인사건의 전말 - 장철수
- 미스터 노바디 - 자코 반 도마엘
- 키리시마가 동아리활동 그만둔대 - 요시다 다이하치
- 대동단결 - 한스 페터 몰란트
- 열 개의 계단 - 브렌든 멀다우니
- 한 - 나홍진
- 할로우씨의 진실 - 로드리고 구디뇨 외 1명
- 죽음의 춤 - 페드로 피레
- 먼지 아이 - 정유미
- 살인의 막장 - 리처드 게일
- 차라리 먹어주세요 - 데이브 그린

### 특별전- 고몽: 영화의 탄생과 함께한 120년
- 뷰티 오브 더 데빌 - 르네 클레르
- 얼굴없는 눈 - 조르주 프랑주
- 판토마 위기탈출 - 안드레 헌벨
- 카르멘 - 프란체스코 로시
- 서브웨이 - 뤽 베송
- 그랑블루 - 뤽 베송
- 마르셀의 여름 - 이브 로베르
- 마르셀의 추억 - 이브 로베르
- 니키타 - 뤽 베송
- 사랑은 부엉부엉 - 람지 베디아
- 네온 데몬 - 니콜라스 윈딩 레픈

### 특별전- 데이빗 보위 추모전: 지구로 떨어진 검은 별
- 지구에 떨어진 사나이 - 니콜라스 뢰그
- 악마의 키스 - 토니 스콧
- 전장의 크리스마스 - 오시마 나기사
- 라비린스 - 짐 헨슨

### 특별전- 나카시마 테츠야의 고백
- 불량 공주 모모코 - 나카시마 테츠야
- 혐오스런 마츠코의 일생 - 나카시마 테츠야
- 파코와 마법 동화책 - 나카시마 테츠야
- 고백 - 나카시마 테츠야
- 갈증 - 나카시마 테츠야

### 특별전- 블리치VS나루토
- 블리치 - 극장판 - 아베 노리유키
- 블리치 극장판 2 - 다이아몬드더스트 반란 - 아베 노리유키
- 블리치 극장판 3 - 페이드 투 블랙 - 아베 노리유키
- 블리치 극장판 - 지옥편 - 아베 노리유키
- 나루토 - 대흥분! 초승달 섬의 애니멀 소동 - 츠루 토시유키
- 더 라스트: 나루토 더 무비 - 코바야시 츠네오
- 보루토 - 나루토 더 무비 - 야마시타 히로유키